# Сісават Моніпонг
Сісават Моніпонг (кхмер. ស៊ីសុវត្ថិ មុនីពង្ស; 25 серпня 1912 — 31 серпня 1956) — камбоджійський принц, дипломат і політик, прем'єр-міністр країни у 1950—1951 роках.

## Життєпис
Був сином короля Манівона й королеви Нородом Канввман Норлектевв.
Вищу освіту здобував в університеті міста Грасс, Франція. Від 1927 року навчався в Ніцці. 1930 року повернувся на батьківщину, де впродовж року служив у буддійському монастирі Ват Ботум Ваддей у Пномпені. За рік знову вирушив до Франції, де вступив до престижної військової школи Сен-Сір.
1939 року вступив до лав повітряних сил Франції. За часів Другої світової війни брав участь у бойових діях до червня 1940 року. Після смерті батька був змушений повернутись на батьківщину.
Від 1941 року принц Моніпонг почав брати активну участь у політичному житті своєї країни, обіймав посаду повіреного короля з питань охорони здоров'я, спорту й економіки. 1946 року очолив міністерство народної освіти в уряді свого старшого брата Сісавата Монірета, а 1949 став генеральним директором королівського палацу. В листопаді того ж року представляв Камбоджу на перемовинах у Парижі, де брав участь у підписанні договору про статус Камбоджі в межах Французького Союзу. Від 30 травня 1950 до 3 березня 1951 року обіймав посаду прем'єр-міністра.
Після зречення Сіанука 1955 року Моніпонг отримав пост голови камбоджійської дипломатичної місії в Парижі, де 1956 року раптово помер від серцевого нападу.